# Quentalia ficus
Quentalia ficus is een vlinder uit de familie van de echte spinners (Bombycidae). De wetenschappelijke naam van de soort is voor het eerst geldig gepubliceerd in 1856 door Gottlieb August Wilhelm Herrich-Schäffer.